# Колут (Сомбор)
Колут је насеље у Србији у граду Сомбору у Западнобачком управном округу. Према попису из 2022. било је 1037 становника.
У Колуту се налази први приватни зоо врт Мики, основан 1988. године, са неколико језера, који заузимају половину укупне површине од 11 хектара. Поседује преко 100 врста животиња из целог света, а од неке од њих су веома ретке птице.

## Историја
Колут је старо бачко насеље. Први помен датира још из 1261. године под називом Кулод, по власничкој породици Килод. 1330. се помиње као Кулунд, а неколико година касније као Бел-Кулунд.
По историјским приликама насеље је имало веома значајан стратешки положај. Сматра се да су Турци управо овде прешли Дунав пред Мохачку битку 1526. године. Насеље доживљава процват у 18. веку кад га насељавају Немци, Мађари и Срби. Завршетком Другог светског рата у Колут се доселило 436 породица из Лике и Горског котара. Њихови потомци и данас насељавају село.
Број становника по последњем попису из 2002. године је 1.710. Велику већину чине Срби. Пољопривреда је водећа привредна грана. У близини насеља изграђено је вештачко језеро с површином од 200 ha. Годишња производња је преко 20 вагона рибе.

## Демографија
У насељу Колут живи 1200 пунолетних становника, а просечна старост становништва износи 43,5 година (41,4 код мушкараца и 45,5 код жена). У насељу има 580 домаћинстава, а просечан број чланова по домаћинству је 2,69.
Ово насеље је углавном насељено Србима (према попису из 2002. године).
|  |

| Демографија | Демографија | Демографија |
| Година      | Становника  | Становника  |
| ----------- | ----------- | ----------- |
| 1948.       | 2.927       |             |
| 1953.       | 2.877       |             |
| 1961.       | 2.597       |             |
| 1971.       | 2.148       |             |
| 1981.       | 1.866       |             |
| 1991.       | 1.710       | 1.682       |
| 2002.       | 1.710       | 1.736       |
| 2011.       | 1.328       |             |

| Етнички састав према попису из 2002.‍ | Етнички састав према попису из 2002.‍ | Етнички састав према попису из 2002.‍ | Етнички састав према попису из 2002.‍ | Етнички састав према попису из 2002.‍ |
| ------------------------------------ | ------------------------------------ | ------------------------------------ | ------------------------------------ | ------------------------------------ |
|                                      |                                      |                                      |                                      |                                      |
| Срби                                 | Срби                                 |                                      | 1.359                                | 79,47%                               |
| Југословени                          | Југословени                          |                                      | 133                                  | 7,77%                                |
| Хрвати                               | Хрвати                               |                                      | 128                                  | 7,48%                                |
| Мађари                               | Мађари                               |                                      | 28                                   | 1,63%                                |
| Муслимани                            | Муслимани                            |                                      | 4                                    | 0,23%                                |
| Македонци                            | Македонци                            |                                      | 3                                    | 0,17%                                |
| Црногорци                            | Црногорци                            |                                      | 2                                    | 0,11%                                |
| Немци                                | Немци                                |                                      | 2                                    | 0,11%                                |
| Русини                               | Русини                               |                                      | 1                                    | 0,05%                                |
| Буњевци                              | Буњевци                              |                                      | 1                                    | 0,05%                                |
| непознато                            | непознато                            |                                      | 2                                    | 0,11%                                |

| Година пописа     | 1948. | 1953. | 1961. | 1971. | 1981. | 1991. | 2002. |
| ----------------- | ----- | ----- | ----- | ----- | ----- | ----- | ----- |
| Број домаћинстава | 562   | 596   | 636   | 614   | 593   | 584   | 636   |

| Број чланова      | 1   | 2   | 3   | 4   | 5  | 6  | 7 | 8 | 9 | 10 и више | Просек |
| ----------------- | --- | --- | --- | --- | -- | -- | - | - | - | --------- | ------ |
| Број домаћинстава | 138 | 191 | 130 | 109 | 51 | 10 | 7 | 0 | 0 | 0         | 2,69   |

| Пол    | Укупно | Неожењен/Неудата | Ожењен/Удата | Удовац/Удовица | Разведен/Разведена | Непознато |
| ------ | ------ | ---------------- | ------------ | -------------- | ------------------ | --------- |
| Мушки  | 694    | 210              | 429          | 28             | 27                 | 0         |
| Женски | 785    | 147              | 428          | 181            | 28                 | 1         |
| УКУПНО | 1.479  | 357              | 857          | 209            | 55                 | 1         |

| Пол    | Укупно                    | Пољопривреда, лов и шумарство | Рибарство                            | Вађење руде и камена | Прерађивачка индустрија       |
| ------ | ------------------------- | ----------------------------- | ------------------------------------ | -------------------- | ----------------------------- |
| Мушки  | 275                       | 125                           | 9                                    | 0                    | 68                            |
| Женски | 171                       | 42                            | 0                                    | 0                    | 55                            |
| УКУПНО | 446                       | 167                           | 9                                    | 0                    | 123                           |
| Пол    | Производња и снабдевање   | Грађевинарство                | Трговина                             | Хотели и ресторани   | Саобраћај, складиштење и везе |
| Мушки  | 3                         | 7                             | 9                                    | 5                    | 8                             |
| Женски | 0                         | 3                             | 22                                   | 5                    | 3                             |
| УКУПНО | 3                         | 10                            | 31                                   | 10                   | 11                            |
| Пол    | Финансијско посредовање   | Некретнине                    | Државна управа и одбрана             | Образовање           | Здравствени и социјални рад   |
| Мушки  | 2                         | 0                             | 25                                   | 5                    | 7                             |
| Женски | 5                         | 1                             | 6                                    | 13                   | 14                            |
| УКУПНО | 7                         | 1                             | 31                                   | 18                   | 21                            |
| Пол    | Остале услужне активности | Приватна домаћинства          | Екстериторијалне организације и тела | Непознато            | Непознато                     |
| Мушки  | 2                         | 0                             | 0                                    | 0                    | 0                             |
| Женски | 2                         | 0                             | 0                                    | 0                    | 0                             |
| УКУПНО | 4                         | 0                             | 0                                    | 0                    | 0                             |